# Donghai
Donghai of Donghai County is een stad en een arrondissement in de prefectuur Lianyungang in de Chinese provincie Jiangsu. Bij de volkstelling van 2020 had de stad zelf 580.157 inwoners, het arrondissement had 1.047.357 inwoners.